# Chropaczów
Chropaczów (niem. Chropaczow; 1909−1922, 1939−1945 Schlesiengrube) − dzielnica Świętochłowic. Od północy graniczy z Łagiewnikami, od zachodu z Lipinami, od południa z Piaśnikami i od wschodu Pniokami. Zachodnia część dzielnicy leży w Dolnie Górnej Bytomki, a pozostała na Wzgórzach Chropaczowskich, które na terenie Chropaczowa mają wzniesienia sięgające 309 m n.p.m. Leży na dziale wodnym dorzecza Odry − Bytomka i dorzecza Wisły − Rawa.
Pierwotnie wieś, wzmiankowana w 1295 roku, od 1950 do 1951 roku samodzielne miasto, 1 kwietnia 1951 roku włączone do Świętochłowic.

## Herb
Herb Chropaczowa, widniejący na gminnych pieczęciach, powstał przed rokiem 1850, być może jeszcze w XVIII wieku. Przedstawia postać św. Jana Nepomucena stojącego pod kapliczką w kolorze żółtym na niebieskim tle.

## Pochodzenie nazwy
Wśród mieszkańców wciąż żywe jest przekonanie, że nazwa miejscowości pochodzi od chropowatego, czyli nierównego, pofałdowanego terenu, na którym miejscowość ta powstała.
Według niemieckiego nauczyciela Heinricha Adamy’ego nazwa miejscowości należy do grupy nazw patronimicznych i pochodzi od przezwiska założyciela oraz pierwszego właściciela Chropacza. W swoim dziele o nazwach miejscowości na Śląsku wydanym w 1888 roku we Wrocławiu Adamy wymienia jako najstarszą zanotowaną nazwę miejscowości Chropaczow podając jej znaczenie „Dorf des Chropacz”, czyli po polsku „wieś Chropacza”. Stanisław Rospond i Henryk Borek zaliczają nazwę Chropaczów do nazw dzierżawczych, sygnalizujących najczęściej pierwszego właściciela osady. S. Rospond przyjmuje, że nazwa Chropaczów wywodzi się od właściciela wsi Chropacza.
Nazwa Chropaczowa zapisywana w języku łacińskim i niemieckim była z reguły zniekształcana, dostosowywana do pisowni tych języków. W dokumencie z 1295 roku nazwa zapisana była jako Chropazcow, w dokumencie z 1532 roku występuje w formie Cropotschuff i Krapottschuff. Od 7 lipca 1909 dekretem króla pruskiego zmieniono nazwę gminy na Schlesiengrube (od nazwy kopalni). Nazwa ta obowiązywała do 1922 roku, kiedy cześć Górnego Śląska, a wraz z nim Chropaczów, została przyłączona do Polski. W 1939 roku Niemcy po zajęciu Chropaczowa przywrócili nazwę Schlesiengrube, która obowiązywała do 1945 roku.

## Historia

### Początki
Najdawniejszym źródłem historycznym, wymieniającym Chropaczów, jest opublikowany w Codex Diplomaticus Silesiae dokument z 21 lipca 1295 roku, dotyczący sprzedaży dziedzictwa Antischkau przez Kazimierza II, księcia bytomskiego, Wojciechowi Sternbergowi. Dokument ten wymienia wśród świadków sprzedaży Jana z Chropaczowa (Johannes de Chropazcow), będącego wówczas właścicielem tej osady. W pierwszych wiekach istnienia tej osady wiadomości o niej są skąpe. Według urbarza wolnych chłopów ziemi bytomskiej z około 1500 roku Chropaczów zamieszkiwało 10 gospodarzy. Kolejny urbarz, opracowany w 1532 roku, odnotował ich 11 oraz wolnego sołtysa. Ze spisu miejscowości z dnia 18 czerwca 1513 roku, sporządzonego na żądanie księcia Jana Dobrego wynika, że Chropaczów był miejscowością zobowiązaną do dostarczania drewna na zamek w Świerklańcu.

### Wygląd wioski
Zabudowa wsi rozciągała się na osi południowy wschód − północny zachód, tak jak uwidoczniono to na planie Chropaczowa z 1817 roku. Po obu stronach głównej ulicy znajdowały się chłopskie gospodarstwa, za którymi ciągnęły się łany pól należące do poszczególnych gospodarzy. Domy były aż do połowy XIX wieku wyłącznie drewniane, kryte słomą lub gontami. Według pochodzącego z 1686 roku szacunku we wsi istniał folwark, trzy większe i trzy małe stawy oraz jeden wspólny staw wiejski. Mieszkał tu jeden półłannik (chłop gospodarujęcy na połowie łanu), jeden siedlak, trzy zagrody były puste.

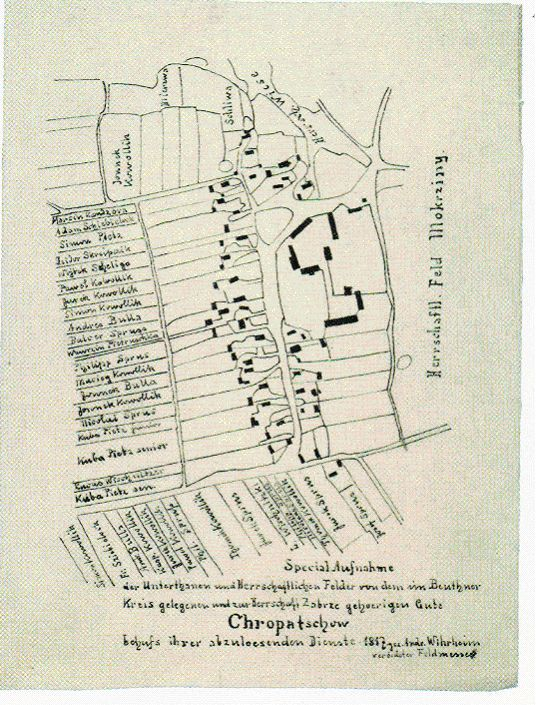
Plan Chropaczowa z 1817 r.

Wykaz chłopów zamieszkujących Chropaczów w 1817 roku: Luka Wischnitzki, Jonnek Kowolik, Mierzwa, Schliwa, Josef Sprus, Jurek Sprus, Thomas Kowolik, Philip Kowolik, Paweł Kowolik, Fr. Sziebielok, Kimon Kowolik, Anne Buls, Kasper Kowolik, Jurek Kowolik, Marcin Kandzora, Adam Schibielok, Simon Pietz, Izydor Skrsipsik, Wojtek Scheliga, Andrea Bulla, Balcer Sprus, Wawrzyn Pietruchka, Maciej Kowalik, Janick Bulla, Mikołaj Sprus, Kuba Pietz junior i Kuba Pietz senior.
Po zachodniej stronie wsi, równolegle do głównej drogi, biegła polna droga ułatwiająca komunikację między zagrodami. Było to tzw. Zapłocie, występujące w każdej wsi tego typu. W północno-wschodniej stronie osady, obok dworu będącego siedzibą pana wsi, wykształcił się folwark należący do właściciela wsi, a pełniący rolę centrum gospodarczego właścicieli Chropaczowa. Na polach tego folwarku poddani chłopi odrabiali obowiązkową pańszczyznę.
Na wschód od folwarku, za Zapłociem, rozciągały się pańskie pola, tzw. Mokrzyny. Była to znacząca różnica w stosunku do zachodniej strony wsi, gdzie chłopskie łany ciągnęły się pasmowo. W okolicach folwarku mieściła się siedziba właściciela. Według inwentarza Katarzyny Lewandowskiej z 1693 roku dwór posiadał niewielką pańską izbę i wielką izbę czeladną. Ponadto były tu dwie komory, stajenka ze sieni, dwa chlewy, spichlerz, wielka stodoła. Miało to być ogrodzone płotem z żerdzi. Do tego dochodziły cztery chałupy chłopskie i jeden zagrodnik. Na jednej z map opracowanych przez Wielanda w 1736 roku wyraźnie zaznaczono siedzibę właściciela oraz wzgórza na północ i zachód od Chropaczowa. W środku wsi rozciągał się majdan (niem. Dorfanger). Służył on jako wspólne pastwisko, miejsce gromadzenia bydła przed wypędzaniem go na pastwisko lub też jako plac wiejskich zebrań. Tuż obok była karczma należąca do pana wsi, a dzierżawiona karczmarzom (stąd zwana pospolicie arendą). Według wspomnianego wcześniej szacunku z 1683 roku folwark miał prawo warzenia i sprzedaży piwa oraz pędzenia wódki. Druga karczma znajdowała się na Brzezinie − kolonii Chropaczowa usytuowanej w okolicach stawu Wąwóz. Zanikła ona na skutek szkód górniczych w 1909 roku. Następna "arenda" była nieopodal folwarku Lipina. Karczmy były nie tylko miejscem spożywania alkoholu, ale pełniły w owych czasach rolę centrum życia kulturalnego i towarzyskiego wsi. W karczmie toczyła się spora część ówczesnego życia wiejskiego. Tu odbywały się zebrania wiejskie. Tutaj odbywały się sądy − sołtys rozstrzygał spory między chłopami, jako sędzia w imieniu swego pana, a dwa−trzy razy w roku sprawy większej wagi sądził pan lub jego przedstawiciel.

### Od XVI do XIX wieku
W 1532 roku właścicielką Chropaczowa była Jadwiga Świętochłowska. Na początku XVII wieku Chropaczów był w posiadaniu Stanisława Rayskiego (1611, 1612) i Krzysztofa Mieroszewskiego, sekretarza czterech królów polskich, dyplomaty i pisarza pieczętującego się herbem Ślepowron (1611), który posiadał zapewne część miejscowości. W 1616 należał Chropaczów do Mikołaja Skrzyszowskiego, a w 1622 roku do Jana Jarockiego. W latach 1675−1693 Chropaczów należał do Mikołaja Lewandowskiego. W 1693 wieś Chropaczów stanowiła całość z dworem w Kamieniu pod panowaniem Karola Józefa Kamińskiego. Od 1700 roku właścicielem był Henryk Goły. Około 1770 roku nowym panem Chropaczowa został Jerzy Goszycki. 19 września 1799 roku Kamień i Chropaczów nabył za 40 tys. talarów Karol von Woyrsch. 24 listopada 1802 za 80 tys. talarów ten sam majątek zakupił Jerzy Karol, hrabia landu Hesja. Jednak już 9 lipca 1806 roku majątek ten znów został sprzedany za 90 tys. talarów Maksymilianowi Józefowi, królowi Bawarii.
2 lutego 1826 roku Karol Łazarz Henckel von Donnersmarck nabył na własność dziedziczną rodziny hrabiów Henckel von Donnersmarck cały Chropaczów, czyli ówcześnie 213 hektarów. Wtedy wieś miała charakter ulicówki, zabudowanej po obu stronach małymi, krytymi słomą chałupami. Droga była wąska i grząska i miała połączenie z traktem wiodącym od Bytomia do Mikołowa. 7 lipca 1850 roku Karol Łazarz Henckel von Donnersmarck przekazał między innymi Chropaczów swojemu synowi Gwidonowi Hencklowi Donnersmarck. Felix Triest w książce Topographisches Handbuch von Oberschlesien z tego okresu wymieniał następujące składniki majątku Chropaczów: 453 mórg roli, 49 mórg łąk, 9 mórg ogrodów, 40 mórg to były pastwiska, a ponad 400 mórg stanowiły lasy. Pozostała część gminy zaś liczyła: 639 mórg roli, 20 mórg łąk, 10 mórg ogrodów, 13 mórg pastwisk, a 357 mórg lasu. Razem 1964 morgi. Inwentarz trzody hodowlanej w tym samym spisie wykazał: 102 konie, 9 źrebiąt, 128 krów, 1 byka, 18 cieląt, 12 kóz i 146 świń. W skład Chropaczowa wchodziły wtedy folwarki: Chropaczów, Kopanina i Brzezina. Na przestrzeni wieków zmieniał się układ stosunków pomiędzy panem a chłopami. W 1810 roku na mocy ustawy rządu pruskiego zniesiono dziedziczne poddaństwo chłopów. Realizacja tej ustawy była celowo opóźniana za sprawą obszarników. Dopiero od 1850 roku pozwolono chłopom na parcelację swoich gruntów. W Chropaczowie uniezależnienie się wsi od dworu nastąpiło około 1875 roku.
Od tego czasu obszar gminny i dworski tworzyły dwie odrębne jednostki organizacji społecznej z własnymi naczelnikami i zarządami. Gmina zarządzana była przez wybierany przez mieszkańców samorząd z naczelnikiem, wybieranym przez radę gminy. Obszar dworski, czyli niem. Gutsbezirk (stąd potoczna nazwa do dnia dzisiejszego kolonii familoków z okolic ulicy Średniej – „Guzbycyrk”, „Gutbezyrk”, gdzie właśnie znajdował się obszar dworski) miał natomiast zarząd i naczelnika mianowanego przez hrabiego Donnersmarcka. Dopiero w 1921 (lub 1922) roku udało się uzyskać porozumienie pomiędzy księciem Donnersmarckiem a gminą Chropaczów. Obszar dworski liczył w tym czasie 178,3 hektara i około 3800 mieszkańców. Oprócz tych dwóch instytucji w 1872 roku powołano jeszcze jeden urząd − Amtsbezirk, czyli urząd mający uprawnienia policyjne, uprawniony do wydawania zezwoleń budowlanych, nadzorujący porządek publiczny i sprawy weterynaryjno-sanitarne w kilku sąsiadujących ze sobą gminach.
Szybki rozwój przemysłu na Górnym Śląsku, w tym i w Chropaczowie, pociągnął za sobą wzrost migracji ludności. Powstające zakłady organizowały migrującym chłopom nowe miejsca zamieszkania, bo tylko w ten sposób mogły pozyskać nowych pracowników. Jeszcze z końcem XVIII wieku ludność w Chropaczowie nie przekraczała 200 osób. Jak wielka nastąpiła progresja w tym zakresie w XIX wieku niech świadczy przeprowadzony spis ludności z 3 maja 1867 roku, kiedy to Chropaczów (wówczas jeszcze z Lipinami) zamieszkiwało 5423 mieszkańców. Za następne cztery lata tych mieszkańców było już 7031. Z spisów tych wynika także, że rodziny wtedy były bardzo liczne, bo posiadały od 4 do 8 dzieci.

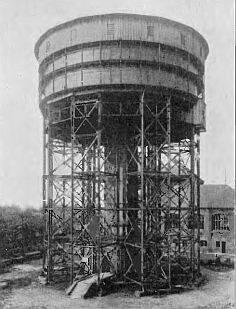
Wieża wodociągowa

Rozwój urbanistyczny Chropaczowa, a także utrata wody w okolicznych studniach na skutek eksploatacji górniczej wymusiła na gminie z końcem XIX wieku doprowadzenie wody poprzez państwowy wodociąg o średnicy 500 mm. Wodociąg, zarządzany przez państwową dyrekcję górniczą z Zabrza, miał swój początek w okolicach Pyskowic, gdzie znajdowało się ujęcie wody. Na podstawie stosownych porozumień gmina płaciła za przesyłaną wodę. W celu skutecznego rozdysponowania wody z początkiem XX wieku wybudowano przy ul. Kościelnej stalową wieżę wodociągową o wysokości około 40 metrów. Wyposażona była w stosowną pompę. Tuż obok, choć później wybudowano istniejący do dziś budynek mieszkalny dla pracowników wodociągów. Wieża straciła swoje znaczenie z końcem lat 60., kiedy powstało kilka nowych budynków i jej wydajność nie potrafiła już sprostać wymogom. Wtedy powstała nowa przepompownia w okolicach starej szkoły, a charakterystyczny dotąd obiekt został rozebrany, gdyż znacznie obciążał grunta i pośrednio oddziaływał na zagrożony szkodami górniczymi kościół parafialny.
W obszarze dworskim powstała kolonia familoków potocznie nazywana Guzbycyrkiem (od niem. Gutsbezirk − obszar dworski) i szereg domów dla dozoru i urzędników hrabiowskich, a także tzw. domy sypialne sukcesywnie przerabiane były na wielorodzinne. Powstał także nieistniejący już dom urzędowy Amtsbezirk przy obecnej ul. Łagiewnickiej. Tak więc już na początku XX wieku ukształtowała się zurbanizowana wieś o wyglądzie miasteczka. Księga adresowa z lat 20. wymienia, że Chropaczów miał jednego lekarza, trzy akuszerki, trzech blacharzy, handlarzy bydłem, trzy cukiernie, dwie drogerie, zakład fotograficzny, pięć zakładów fryzjerskich, palarnię kawy, dwie kuźnie, ponad 20 różnych sklepów, dziewięć zakładów krawieckich, księgarnię, osiem piekarni, cztery warsztaty szewskie oraz osiem lokali gastronomicznych, w tym trzy restauracje.
Wokół folwarku Lipiny, należącego kiedyś do Chropaczowa, powstała kolonia domów, którą 1 kwietnia 1879 roku wydzielono, tworząc samodzielną gminę Lipiny.

### Wiek XX
W 1909 dekretem króla pruskiego nadano gminie Chropaczów nazwę mieszczącej się tam kopalni − Schlesiengrube. Wieś zaczyna się rozwijać, gdy pojawiają się kolejne obiekty przemysłowe. Powstają też małe przedsiębiorstwa rodzinne, np. cegielnie. Przy obecnej ul. Kościelnej 29 powstaje firma braci Fabisz zajmująca się hurtową sprzedażą kawy i herbaty oraz paleniem kawy. Interes ten rozwinął się i bracia otworzyli filię w pobliskich Pniakach. Przy ul. Kościelnej 14c powstał zakład braci Weiman, produkujący meble, głównie kuchenne. W 1913 roku oddano do użytku kościół pw. Matki Bożej Różańcowej.
I wojna światowa, choć nie wywołała żadnych zniszczeń na miejscu (poza zarekwirowaniem dzwonów kościelnych), spowodowała ogromne straty wśród ludności. Z danych parafii wynika, że życie na frontach wojny straciło 247 mężczyzn. Wystąpiły trudności na rynku płatniczym, gdzie wobec braku bilonu gmina zmuszona była emitować pieniądz zastępczy. Własne monety wypuściły też zakłady Donnersmarcka.
Podczas II wojny światowej na frontach zginęło 150 mieszkańców Chropaczowa, zaś na miejscu kilku powstańców. Nastąpiła kolejna konfiskata dzwonów oraz zniszczenie pomnika Powstańca Śląskiego i wywiezienie na ogródki jordanowskie głazu przygotowanego pod drugi pomnik. Szykanowano i prześladowano lokalnych patriotów (m.in. zakatowanie sztygara Wiktora Polaka, prowokacja wobec księdza wikarego Stanisława Krzystolika zakończona jego śmiercią w Dachau). Do Auschwitz trafił urodzony w Chropaczowie ppor. WP Bernard Piotr Świerczyna, członek kierowanego przez Witolda Pileckiego obozowego Związku Organizacji Wojskowej, który po nieudanej ucieczce został powieszony 30 grudnia 1944 roku.
Od 1950 do 1951 roku Chropaczów był samodzielnym miastem, 1 kwietnia 1951 roku włączono go do Świętochłowic i stał się ich dzielnicą.

### Współcześnie
Obecnie Chropaczów jest dzielnicą Świętochłowic, podzieloną na dwie części: starszą i nową. Część nowa, osiedle Na Wzgórzu, składa się z budynków wybudowanych w II połowie XX wieku. Część starsza obejmuje głównie kamienice wybudowane w początkach XX w.

## Przemysł

### Górnictwo

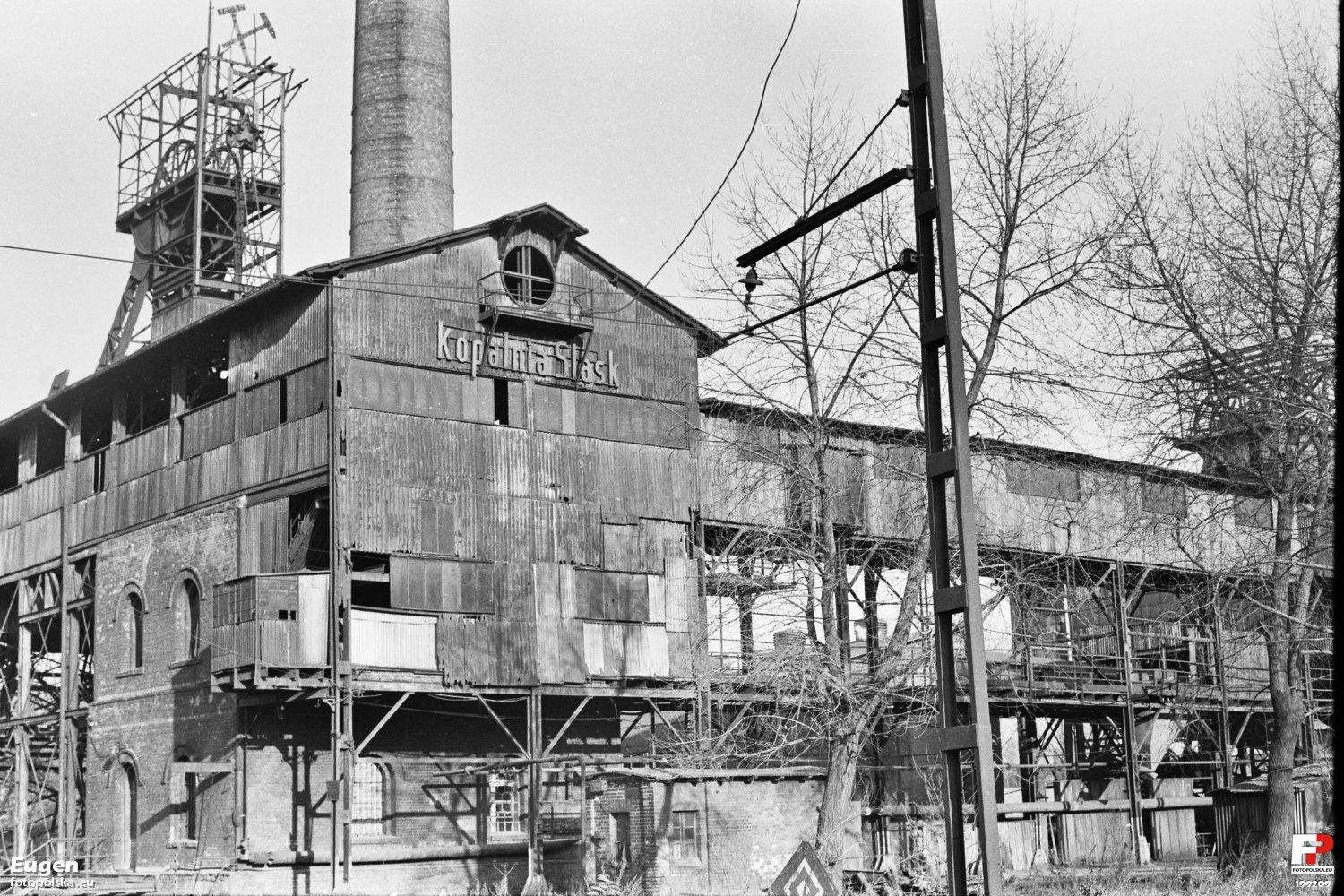
Kopalnia "Śląsk" w Chropaczowie, lata 70. XX w.

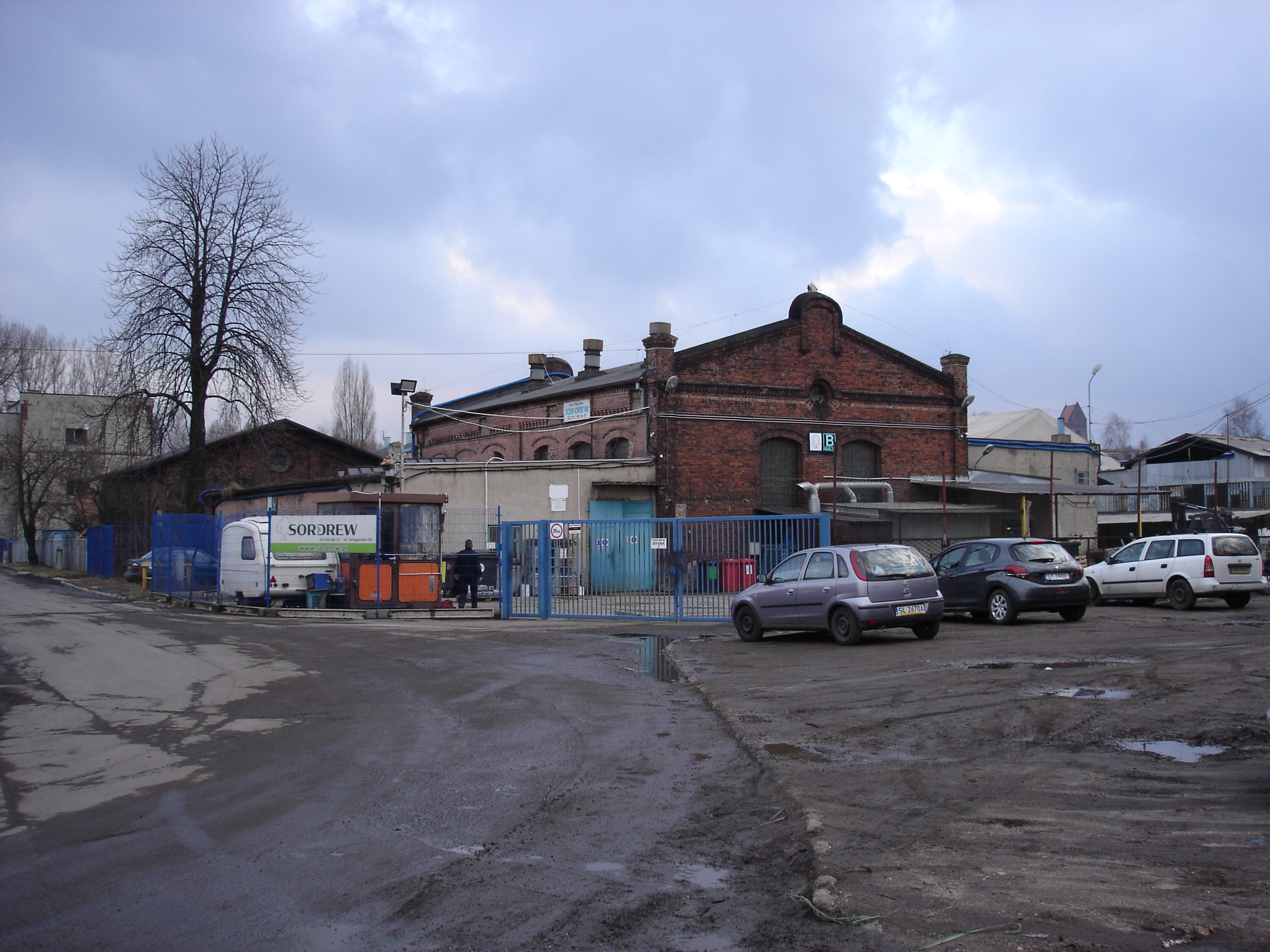
Zabudowania pozostałe po kopalni "Śląsk" w Chropaczowie, ul. Sztygarska, fot. 2017 r.

17 listopada 1823 roku rozpoczęto poszukiwania węgla, a wkrótce powstała tu pierwsza kopalnia „König Saul” (Król Saul), której nadanie nastąpiło 16 lutego 1825 roku. Ponieważ na wydobywany w kopalni węgiel nie było chętnych odbiorców, w latach 1823−1824 w pobliżu kopalni, na gruntach Chropaczowa wybudowano hutę cynkową „Dawidhütte” (Huta Dawida). Była nieduża, liczyła bowiem zaledwie 15 pieców cynkowych. Rudę cynkową dowożono do niej dużymi furami z Szarleja koło Bytomia. Jej roczna produkcja wynosiła zaledwie kilkaset ton. Udziały w jej własności podzielone były po połowie między założycielską firmę i właściciela gruntu – króla bawarskiego.
W 1826 roku hrabia Karol Łazarz Henckel von Donersmarck dostrzegł interes w zakupie Chropaczowa z Lipinami. Odkupił więc Chropaczów od króla bawarskiego Maksymiliana Józefa i już pod koniec roku doprowadził do zbudowania tu drugiej kopalni pod nazwą „Quintoforo”, a w latach 1827−1835 dwóch dalszych „Mathildegrube” (Matylda) i „Franz” (Franciszek).
Po skonsolidowaniu dwóch pól górniczych „Gabor” i „Jung-Detlev” w 1883 roku hrabia postanowił wybudować kopalnię, nazwaną pierwotnie „cons. Schlesien”, a po dołączeniu jeszcze jednego pola „Exzellenz” − kopalnią „Schlesien”, która liczyła z obszarem górniczym 3202 m². Jedynym właścicielem kopalni był hrabia Guido Henckel von Donnersmarck. Pierwszy poziom wydobywczy znajdował się na głębokości 165 m, następny 260 m, a w roku 1915 już 330 m. Pozostałe szyby, czyli II i wentylacyjny III (usytuowany na polach za hałdą Ajska) głębione były mniej więcej w tym samym okresie. Szyb IV, który znajdował się najbliżej Huty „Hubertus” zaczęto pogłębiać w 1913 roku. W 1926 cały poziom łącznie z pompami i wentylacją ruszył do eksploatacji. Pierwszy pełny ruch kopalni uzyskano w 1895 roku. Sortownia węgla powstała w 1885 roku i ciągle ją modernizowano, aż w 1906 roku uzyskano cztery poziomy sortowania. Po II wojnie światowej przystąpiono do dalszego pogłębiania by w 1954 roku oddać nowy poziom na głębokości 480 m. Na wspomnianym szybie IV uruchomiono system zamułkowy by móc zacząć eksploatację pod filarem ochronnym dla Chropaczowa. 1 stycznia 1967 roku kopalnię „Śląsk” połączono z sąsiednią kopalnią „Matylda” w Lipinach. Eksploatację kopalni „Śląsk-Matylda” zakończono w listopadzie 1974, już jako rejonu nowej kopalni „Śląsk” w Rudzie Śląskiej-Kochłowicach.

### Hutnictwo
Tuż obok kopalni Śląsk powstała huta "Guidotto". W marcu 1887 roku rozpoczęto pierwsze wykopy pod fundamenty, by już w grudniu tego roku produkować cynk. Zakład ten, będący głównym odbiorcą węgla z kopalni "Śląsk", był również własnością hrabiego. Jego długoletnim dyrektorem był Eberhard Schol. W latach dwudziestych XX wieku osiągi produkcyjne stanowiły nawet 10% ogólnopolskiej produkcji cynku. W procesie produkcyjnym pośrednio wytwarzany był kwas siarkowy, saletra chilijska, sól glauberska oraz mangan i kadm. Rudę do produkcji przywoziła kolej wąskotorowa z kopalń w okolicach Brzezin i Szarleja. Ze względu na wielki kryzys lat 30. XX wieku i utratę zbytu na swoje wyroby, huta w kwietniu 1935 roku zaprzestała produkcji. W 1937 roku co cenniejsze urządzenia sprzedano i zaczęto wyburzanie budynków. Jeszcze w latach 70. XX wieku stał budynek dyrekcji huty, ale już przekształcony w dom mieszkalny.

### Cegielnie
Obok kamieniołomu, wapiennika zaczęły powstawać w szybkim tempie cegielnie. Największą uruchomił hrabia Donnersmarck w okolicach dzisiejszych ulic Kamionki i Lampego. Surowiec, czyli glinę pozyskiwano z pól gdzie obecnie są ogródki działkowe Jutrzenka. Jakość gliny nie spełniała jednak oczekiwanych wymagań i hrabia zdecydował na przeniesienie zakładu na drugą stronę obecnej ulicy Łagiewnickiej. Tam na terenach do dziś nazywanych Szachta eksploatowano glinę, a przerobu dokonywano dzięki nowym systemom i technologiom. Produkcja roczna kształtowała się na poziomie 3 mln cegły klinkierowej. Zakład zatrudniał w granicach 100 osób. Oprócz tej cegielni ze względu na ceny jej wyrobów powstało pełno cegielni polowych, gdzie ówcześni gospodarze na potrzeby nie tylko swoje produkowali cegły. Dlatego do dziś są znane miejsca eksploatacji gliny. Na przykład Gliniok (pole za boiskiem szkolnym SP17) to miejsce gdzie eksploatował glinę Albert Kowolik. Za torami zaś było pełno glinianek, czyli miejsc, gdzie kiedyś glinę pozyskiwał Josef Pietruszka. Spora część takich polowych cegielni była też na kolonii Brzezina. Choć były to cegielnie sezonowe to stanowiły sporą konkurencję dla cegielni hrabiowskiej. Łącznie w tych polowych cegielniach pracowało w sezonie około 50 pracowników.

## Kultura i edukacja
W Chropaczowie znajdują się dwa przedszkola (nr 9 i 13), dwie szkoły podstawowe (nr 17 i 10 − specjalna) oraz Zespół Szkół Ogólnokształcących nr 2 im. Mikołaja Reja.

### Historia
Pierwsza szkoła na terenie Chropaczowa powstała w 1795 roku w folwarku Brzezina. Była to jednoklasowa szkoła zbiorcza. Obejmowała swoim zasięgiem cały obszar dzisiejszych Świętochłowic i miejscowości sąsiednie. Uczęszczali do niej uczniowie z Chropaczowa, Brzeziny, późniejszych Lipin, Świętochłowic Górnych i Średnich, Łagiewnik oraz z kolonii Pniaki. Materiał na budowę dostarczył właściciel tutejszych dóbr ziemskich, zaś mieszkańcy sami wznieśli jej budynek. Był to niewielki obiekt. Przed 1859 rokiem od tutejszego obwodu szkolnego odłączono Świętochłowice, co było konieczne wobec wciąż wzrastającej liczby ludności. Aby poprawić warunki lokalowe wynajęto w 1856 roku dodatkowe pomieszczenie w budynkach folwarku w samym Chropaczowie, które jednak po trzech latach zwolniono, oraz zatrudniono pomocnika nauczyciela. Następny lokal szkolny został wynajęty w Lipinach. Łagiewniki w 1858 roku wybudowały swoją własną szkołę. W 1862 roku huta w Lipinach, należąca do Śląskiej Spółki Akcyjnej otworzyła nową szkołę na terenie ówczesnej dzielnicy Chropaczowa. W 1866 roku Chropaczów doczekał własnego budynku szkolnego, mieszczącego trzy klasy. Wzniesiono go przy obecnej ulicy Łagiewnickiej 70. Szkoła w kolonii Brzezina została sprzedana osobie prywatnej. Chropaczowską szkołę rozbudowano w latach 1881−1882 o dodatkowe klasy. W 1884 roku po wybudowaniu nowej szkoły w Lipinach oddzielono je od chropaczowskiego obwodu szkolnego. W 1898 roku przy obecnej ulicy Łagiewnickiej 68 wybudowano nową szkołę, której nadano numer II. Mieściła ona osiem klas lekcyjnych, kancelarię, magazyn sprzętów i cztery pomieszczenia mieszkalne dla nauczycieli. Starszej szkole nadano wtedy numer I i urządzono w niej nową łaźnię z prysznicami dla uczniów. Pomiędzy budynkami w tym samym roku utworzono z ogrodu kierownika pierwsze w miejscowości boisko sportowe. Boisko rozbudowano w 1905 roku o tor przeszkód dla ćwiczeń przysposobienia obronnego.
Następną szkołę oddano do użytku w 1907 roku nadano jej numer III. Szkoła wybudowana została przy obecnej ulicy Armii Krajowej. Kolejny budynek szkolny nr IV zbudowano w latach 1930–1932 na gruncie pozyskanym od spółki Śląskie Kopalnie i Cynkownie, także przy obecnej ulicy Armii Krajowej. Jesienią 1931 roku oddano do użytku część pomieszczeń w niewykończonym jeszcze gmachu. Budynek ukończono i poświęcono 15 listopada 1934 roku. W 1936 roku nadano mu imię wojewody Michała Grażyńskiego. Na parterze nowego gmachu szkolnego mieściła się ochronka, a w suterenie chropaczowska biblioteka i czytelnia Towarzystwa Czytelni Ludowych. Oprócz tego ulokowano tam też warsztaty i łaźnię dla uczniów.

## Komunikacja

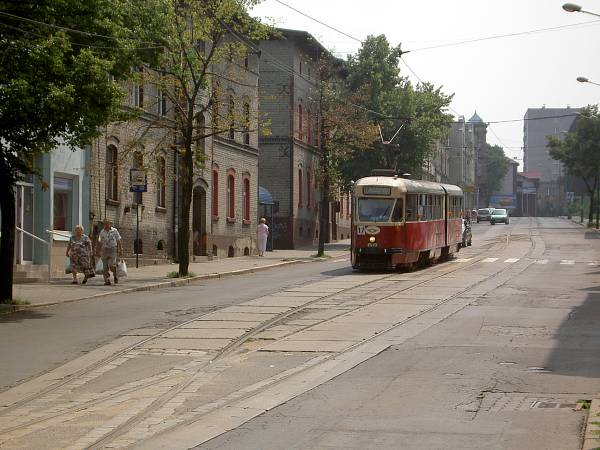
Tramwaj linii nr 17 na mijance w Chropaczowie

Po utwardzeniu drogi z Lipin do Łagiewnik z końcem lat 80. XIX wieku rozpoczął kursowanie z Lipin do Bytomia omnibus konny uruchomiony przez kupca Gojnego. Nie trwało to zbyt długo, bo w 1901 roku poprowadzono tędy elektryczną wąskotorową linię tramwajową biegnącą z Łagiewnik do wiaduktu nad linią kolejową przed Lipinami. Linię tę w 1904 roku przedłużono do targowiska w Lipinach. W 1937 roku zmieniono dolną trakcję na normalnotorową. W 1930 roku Śląskie Linie Autobusowe uruchomiły obsługiwaną przez dwa pojazdy linię na trasie Królewska Huta − Piaśniki − Lipiny − Chropaczów do granicy w Łagiewnikach.
Układ komunikacyjny Chropaczowa, został wykształcony na przełomie kilku stuleci, a głównie drugiego i trzeciego ćwierćwiecza XIX wieku. Przez dzielnicę przechodzi główna ulica Łagiewnicka.
Przez Chropaczów przebiega linia tramwajowa ZTM nr 17 oraz linia nr 7 na niewielkim odcinku wzdłuż ulicy Bytomskiej. Przez dzielnicę przechodzą też linie autobusowe 102 i 201.

### Główne ulice w Chropaczowie
Pod koniec XIX wieku rozpoczęto na terenie Chropaczowa wytyczanie regularnych ulic na mocy ustawy z dnia 2 lipca 1875 roku. Władze górnicze mogły mieć wgląd w plany zabudowy ulic w celu ograniczenia strat w wydobyciu węgla kamiennego. Według statutu miejscowego z dnia 9 stycznia 1898 roku każda planowana ulica, jeżeli miała być za takową uznana, musiała mieć co najmniej 10 metrów szerokości i łączyć się z co najmniej jedną już istniejącą. Poza tym powinna mieć nawierzchnię brukowaną lub szosową, rowy odpływowe po bokach oraz oświetlenie i uregulowany dostęp do wody.
W pobliżu ulicy Bytomskiej znajduje się użytek ekologiczny Lasek Chropaczowski, który utworzono w 2009 roku.